# Sandro Gozi
Sandro Gozi, né le 25 mars 1968 à Sogliano al Rubicone, dans l'Émilie-Romagne (Italie), est un homme politique italien.
Secrétaire général du Parti démocrate européen, il est élu en 2006 député au Parlement italien puis Président de la Commission parlementaire migration Schengen, poste qu'il quitte en 2008. En août 2013, il est élu vice-président de l'Assemblée parlementaire du Conseil de l'Europe. Membre du Parti démocrate italien puis d’Italia Viva, il est ensuite nommé Secrétaire d’État chargé des affaires européennes dans les gouvernements Renzi et Gentiloni de 2014 à 2018.
En 2019, en France, il est nommé chargé de mission dans le cabinet du Premier ministre Édouard Philippe puis député européen de France sur la liste Renaissance avec l'étiquette de son parti italien et siège au sein du groupe Renew Europe, mandat reconduit en 2024. Il est membre de la Commission des affaires constitutionnelles et de la Commission du marché intérieur et de la protection des consommateurs. Sandro Gozi est depuis décembre 2022 le coordinateur du groupe Renew Europe au sein de la Commission des affaires constitutionnelles.
Il est l’auteur de nombreux ouvrages et articles sur l’Europe et enseigne dans plusieurs universités européennes et américaines.

## Situation personnelle
Après des études de droit, il prépare un doctorat en droit public, qu'il soutient en 1998 à l'université de Bologne[réf. nécessaire]. Il est également titulaire d'un DEA en sciences politiques et d'un diplôme de master en relations internationales, obtenus respectivement à l'Institut d'études politiques de Paris en 1995 et à l'université libre de Bruxelles[réf. nécessaire].
En 1999, il fait partie du cabinet de Romano Prodi, président de la Commission européenne. En 2006, il est nommé conseiller aux Affaires européennes du président du Conseil des ministres italien. À ce titre, il est alors responsable de l'organisation des célébrations à l'occasion du 50e anniversaire des traités de Rome.[réf. nécessaire]

## Parcours politique

### Italie

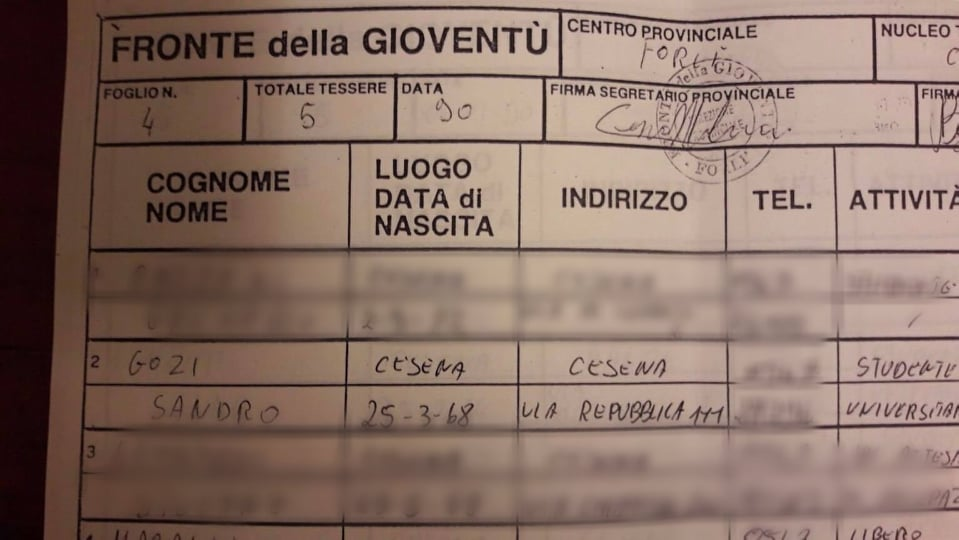
Adhésion de Sandro Gozi à l'organisation de jeunesse du MSI en 1990.

Pendant les années universitaires, Gozi est proche du Mouvement social italien – Droite nationale (MSI), le parti postfasciste de Giorgio Almirante. En 1990, il adhère à l'organisation Fronte della Gioventù. Il affirme avoir choisi le Parti républicain italien (PRI) lors de son premier vote.
En 2006, Sandro Gozi est élu député d'Ombrie. Il est réélu en 2008 et 2013.
De 2006 à 2008, il est président du comité parlementaire pour Schengen, Europol et la politique d'immigration. Entre 2008 et 2013, il est le représentant du Parti démocrate dans la commission parlementaire pour les politiques européennes. Le 1er août 2013, il devient président de la délégation parlementaire italienne au Conseil de l'Europe, vice-président de l'Assemblée du Conseil de l'Europe et membre de la XIVe commission chargé des politiques de l'Union européenne.
Le 28 février 2014, il est nommé secrétaire d'État à la présidence du Conseil des ministres, délégué aux Affaires européennes du gouvernement Renzi.
Sandro Gozi participe à la réunion du Groupe Bilderberg de 2017,.
À partir de 2018, il est président de l'Union des fédéralistes européens, ayant succédé à Elmar Brok[réf. nécessaire].
Il rejoint en 2019 le parti Italia Viva (IV), lancé par l’ancien président du Conseil Matteo Renzi[réf. nécessaire].
Le 5 mai 2021, il est élu secrétaire général du Parti démocrate européen, succédant à l'ancienne secrétaire d'État aux Affaires européennes française Marielle de Sarnez, décédée prématurément en janvier de la même année.
Le 14 janvier 2023, à Milan, a eu lieu l'assemblée constitutive du parti des Libéraux Démocrates Européens, avec pour objectif de contribuer à la création d'un parti libéral-démocrate unitaire dans la lignée de Renew Europe, le groupe comprenant les libéraux et les démocrates au Parlement européen. Un objectif partagé avec les partis Azione et Italia Viva, avec lesquels il est nécessaire de démarrer un processus fondateur. Parmi les fondateurs figurent Sandro Gozi, Oscar Giannino, Alessandro De Nicola et Giuseppe Benedetto.

### France
Sandro Gozi est présent en vingt-deuxième position sur la liste française de La République en marche aux élections européennes de 2019. Il est élu député européen, mais son mandat ne commence qu'après le retrait du Royaume-Uni de l'Union européenne, le 1er février 2020.
Le 30 juillet 2019, Gozi intègre le cabinet du Premier ministre Édouard Philippe en tant que chargé de mission. Il doit suivre la mise en place des nouvelles institutions européennes et des relations avec le Parlement européen. Cette nomination provoque plusieurs réactions houleuses dans son pays natal, des politiques de plusieurs partis (y compris du Parti démocrate) l'accusant de trahir l'Italie.
Le 21 octobre 2019, Le Monde et le Times of Malta rapportent que Sandro Gozi exercerait une activité de consultant auprès du gouvernement de Malte depuis le mois de juin 2018 alors qu'il a intégré le cabinet du Premier ministre en tant que chargé de mission le 30 juillet 2019. Après avoir dans un premier temps assumé auprès du Monde cumuler ces deux activités, louant une approche « transnationale », Sandro Gozi aurait ensuite changé de version en assurant que son contrat maltais était suspendu depuis la fin du mois de mai 2019. Le quotidien se demande si les activités de consulting du chargé de mission ont fait l'objet d'une déclaration à la Haute Autorité pour la transparence de la vie publique (HATVP), chargée d'examiner les éventuels conflits d'intérêts. Interrogé lors des questions au gouvernement, Édouard Philippe indique avoir invité son conseiller à « produire dans les plus brefs délais les pièces qui permettent de confirmer la fin de sa collaboration avec le gouvernement maltais au moment de son embauche ». De son côté, le gouvernement maltais fait savoir au Monde qu'il avait été convenu que le contrat entrerait « en voie de cessation progressive », sans préciser à quelle date exactement. Sandro Gozi démissionne le 23 octobre,.
En 2021, en vue de préparer le programme de LREM pour l'élection présidentielle de 2022, il est chargé de piloter le groupe de travail sur le volet international.

### Europe
En raison du Brexit, comme il était 22e sur la liste Renaissance, Sandro Gozi devient député européen le 1er février 2020 et siège, au sein du groupe parlementaire européen Renew Europe. Le 5 mai 2021, il est nommé secrétaire général du Parti démocrate européen, succédant à Marielle de Sarnez.
Lors des élections européennes 2024, il est membre de l'équipe Europe de Renew.
Le 8 mars 2024, l'Assemblée des délégués du Parti démocrate européen, qui s'est tenue à la Leopolda de Florence, désigne le secrétaire général Sandro Gozi comme représentant du PDE dans l'équipe Europe, l'équipe de trois personnes qui dirigera la campagne européenne "Renew Europe Now" aux élections européennes de 2024. En plus de Sandro Gozi, l'équipe Europe de Renew est composée de l'Allemande Marie-Agnes Strack-Zimmermann de l'ALDE, et de la tête de liste française Valérie Hayer de Renaissance.
Il figure en sixième place sur la liste Besoin d'Europe aux élections européennes de 2024 et est réélu.

## Affaire judiciaire
En avril 2019, à la suite d'un contrat avec la Banque centrale de Saint-Marin ayant rapporté 220 000 euros à Sandro Gozi pour une prestation de conseil, une enquête est menée sur les conditions d'attribution du contrat et sur le caractère fictif de la prestation. Sandro Gozi assure que le contrat lui a été attribué dans le respect des procédures de la Banque centrale, et que l'accusation est portée pour nuire à sa candidature aux élections européennes de 2019. Le dossier est classé sans suite le 2 juillet 2020, et le commissaire de la loi ayant ouvert l'enquête est condamné en février 2024 pour tentative de corruption et abus de pouvoir en marge de cette affaire.

## Décorations
- Chevalier de la Légion d'honneur[réf. nécessaire]
- Chevalier de l'ordre des Arts et des Lettres[réf. nécessaire]

## Publications
- (it) La Commissione europea. Processi decisionali e poteri esecutivi, Bologne, il Mulino, 2005, 216 p. (ISBN 978-8815107466)
- Sandrine Kauffer et Sandro Gozi, Non ! Ce n'est pas la faute à Bruxelles, Paris, Le Manuscrit, 2007, 239 p. (ISBN 978-2748186741)
- (it) Il governo dell'Europa, Bologne, il Mulino, 2011, 274 p. (ISBN 978-8815146823)
- Marielle de Sarnez et Sandro Gozi, L'urgence européenne, Marseille, Éditions Thaddée, 2014, 132 p. (ISBN 978-2919131150)
- Génération Erasmus, Marseille, Éditions Thaddée, 2016, 256 p. (ISBN 978-2259241311)
- La cible, Paris, Plon, 2020, 112 p. (ISBN 978-2374350233)